# Mobilité internationale
De manière générale, dans les domaines de l'économie internationale et mondialisée, la mobilité internationale peut désigner les flux de capitaux, personnes ou marchandises qui circulent dans le monde.

## Dans le monde de l'entreprise
Dans ce contexte, cette notion désigne le regroupement de l’ensemble des actions liées à la migration des personnes (et dans le domaine de l'entreprise de la main d’œuvre) à travers le monde. Elle tend à se développer avec les firmes multinationales, ainsi que chez les étudiants qui peuvent effectuer tout ou partie de leurs études à l'étranger, ainsi que dans les carrières scientifiques et dans le domaine de certains sports (football notamment.
Dans le domaine de l'économie et des entreprises, elle regroupe plusieurs grands domaines tels que :
- le recrutement au niveau international et l’attraction de talents,
- l'immigration et les procédures administratives internationales,
- la relocalisation et l’accueil
- l'intégration culturelle et professionnelle et la francisation
- la gestion de la diversité

La mobilité internationale est un domaine complexe qui couvre l'ensemble des problématiques liées à l'envoi de travailleurs à l'étranger ou l'accueil de travailleurs étrangers ; On parle d'expatriation ou d'impatriation..
Ce sont souvent les responsables et conseillers en ressources humaines des entreprises qui gèrent les différents aspects de la mobilité internationale.

## Contrat de travail international
Le contrat de travail international est un contrat de travail conclu dans un pays différent du pays où le salarié doit ensuite travailler.
En fonction de la durée du séjour à l'étranger, le salarié peut être soit dans le cas d'un détachement, soit d'une expatriation.
Si le salarié est déjà employé par l'entreprise et est envoyé pour une mission à l'étranger pendant une durée limitée, il s'agit d'un détachement. Le contrat de travail déjà en place doit alors être modifié par un avenant.
Si le salarié est spécialement recruté pour partir à l'étranger, il s'agit d'une expatriation.